# Le Mesnilbus
Le Mesnilbus ist eine Ortschaft und eine ehemalige französische Gemeinde mit 353 Einwohnern (Stand 1. Januar 2022) im Département Manche in der Region Normandie (vor 2016 Haute-Normandie). Sie gehörte zum Arrondissement Coutances sowie zum Kanton Agon-Coutainville.
Mit Wirkung vom 1. Januar 2019 wurden die früher selbstständigen Gemeinden Saint-Sauveur-Lendelin, Ancteville, La Ronde-Haye, Le Mesnilbus, Saint-Aubin-du-Perron, Saint-Michel-de-la-Pierre und Vaudrimesnil zur Commune nouvelle Saint-Sauveur-Villages zusammengeschlossen und haben in der neuen Gemeinde den Status einer Commune déléguée. Der Verwaltungssitz befindet sich im Ort Saint-Sauveur-Lendelin.

## Lage
Nachbarorte sind Saint-Aubin-du-Perron im Nordwesten, Saint-Martin-d’Aubigny im Nordosten, Feugères im Osten, Montcuit im Süden und Saint-Michel-de-la-Pierre im Südwesten. die Commune déléguée umfasst neben der Hauptsiedlung auch die Weiler La Billardière, L’Hôtel es Jeune, La Vallée, La Cour de Mesnilbus, La Meslière, L’Angerie, Le Val, L’Hôtel Couteur, La Clergerie, Les Champs Benoist, L’Hôtel Hannot, L’Hôtel Vallée, L’Hôtel Périers, La Troudière und Village de la Vasselière.

## Bevölkerungsentwicklung
| Jahr      | 1962 | 1968 | 1975 | 1982 | 1990 | 1999 | 2008 | 2015 |
| --------- | ---- | ---- | ---- | ---- | ---- | ---- | ---- | ---- |
| Einwohner | 392  | 329  | 275  | 271  | 266  | 261  | 268  | 333  |

## Sehenswürdigkeiten

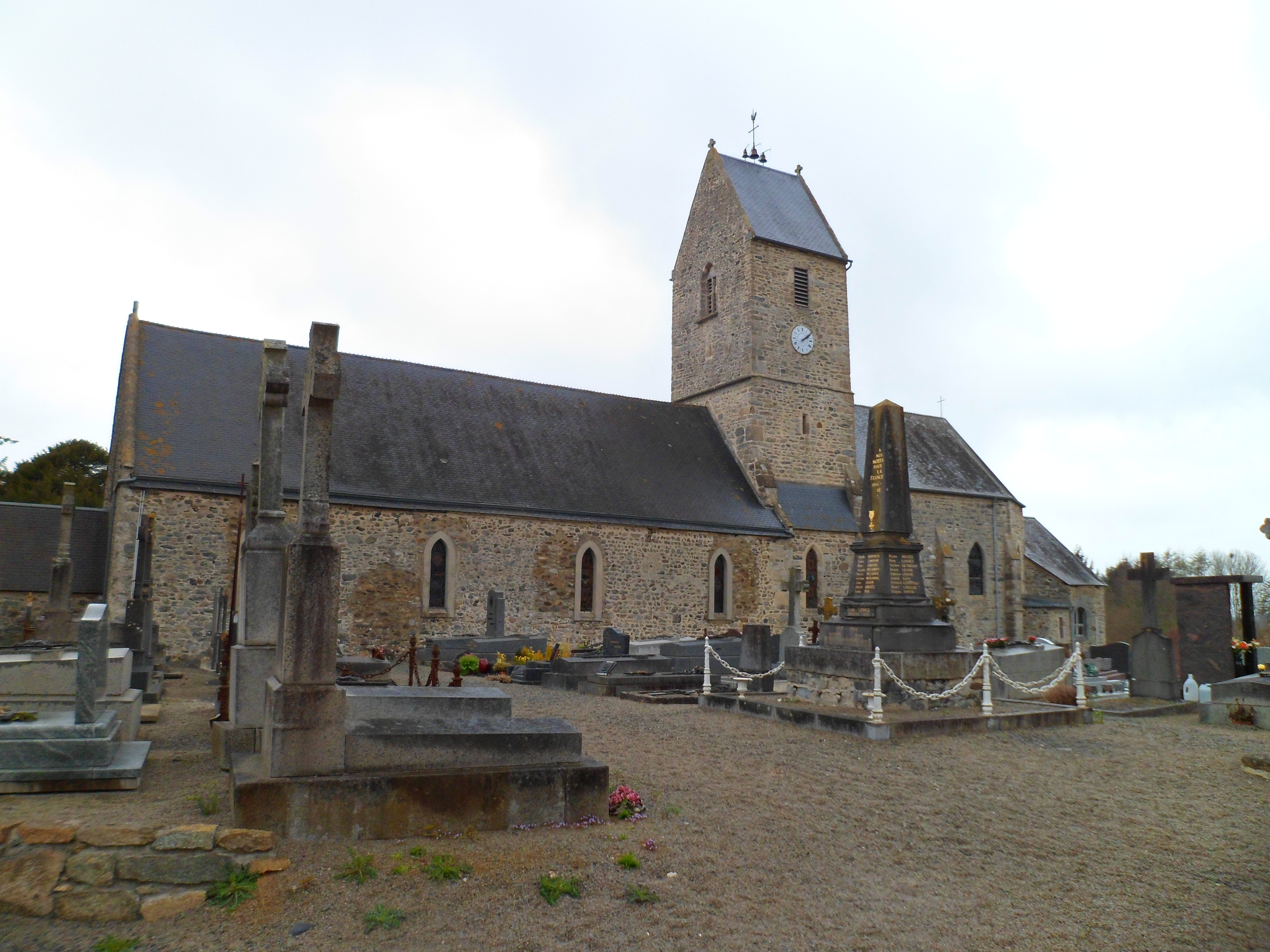
Kirche Sainte-Vierge

- Kirche Sainte-Vierge bzw. Notre-Dame-de-l’Assomption